# Lolke Cnossen

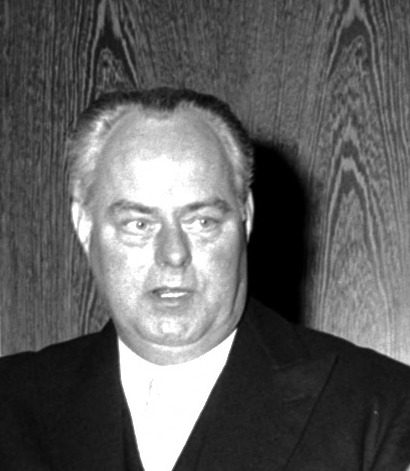
Lolke Cnossen in 1970

Lolke Cnossen (Oudega (H.O.N.),  17 oktober 1921 – Gouda, 16 december 1974) was een Nederlands politicus van de CHU.
Hij werd geboren als zoon van W.P. Cnossen (1892-1971) die eerste in Friesland en later in Woerden actief was in met name het landbouwonderwijs maar ook tweede voorzitter van de Christelijke Boeren- en Tuindersbond (CBTB) is geweest. Zelf begon hij zijn ambtelijke loopbaan bij de gemeentesecretarie van Woerden in welke plaats zijn vader hoofd was van de christelijke landbouwschool. In 1941 werd L. Cnossen in Woerden bevorderd tot schrijver. Na ook nog gewerkt te hebben bij de gemeenten Barradeel, Zoetermeer en Beverwijk was hij vanaf 1946 als commies werkzaam bij de gemeentesecretarie van Nederhorst den Berg. Begin 1957 werd Cnossen benoemd tot burgemeester van Krabbendijke wat hij bleef tot die gemeente in 1970 opging in de gemeente Reimerswaal. In december van dat jaar werd hij burgemeester van de gemeenten Haastrecht, Stolwijk en Vlist. Begin december 1974 werd Cnossen opgenomen in het Goudse Bleulandziekenhuis waar hij anderhalve week later op 53-jarige leeftijd overleed.